# 中国中和党
中国中和党，曾為中華民國政黨。

## 历史
1895年，尢列与孙中山等人准备发起广州起义，起义失败后尢列逃亡至越南西贡，后潜回香港。1897年4月17日，在香港九龙成立“中和堂”。中和堂是公开的会党组织，致力于组织、发动会党群众支持兴中会。“中和”一名源自儒家“致中和，天地位焉，万物育焉”。1897年夏，尢列到达日本横滨，将横滨华侨在山下町华人街的一个工界俱乐部取名为中和堂，并使之成为进步团体。1901年，尢列离开日本前往新加坡，在新加坡单边街开设“一支楼”医馆，通过免费看病结交当地会党成员和下层民众，尢列又以工界俱乐部的形式组建中和堂。
1904年，中和党与兴中会合并，改组为同盟会；民国成立后又分裂为中国国民党和中国中和党。
1936年，尢烈病逝，其子尤永昌、尤崧先后继任主席，推动政党改组；号召实现民主宪政，要求停止内战，并发动党员抗战。1946年8月24日，中国中和党于广州召开第一次全党代表大会，制定党纲，以保护固有民权，发展国家经济，永立中华民国为宗旨。
1949年迁至台湾后，基本未活动，在海外则以洪门帮会身份活动。1989年5月，台湾开放党禁后，重新公开结党，并于6月16日成立台湾支部。自称有党员十多万人。
2017年12月7日，《政黨法》正式實施，規定過去依《人民團體法》備案的政黨與政治團體，其組織、章程及相關事項應於政黨法施行後2年內（至2019年12月7日）補正，限期補正仍不符規定者，得廢止其備案。2019年12月24日，經內政部提請政黨審議會審議，決議給予4個月補正期，函請當時尚未完成補正的230個政黨，限期於文到4個月內完成補正。2020年4月29日，內政部公告該政黨未依《政黨法》補正，公告廢止其政黨政治團體身份，並發文請該組織進行財產清算。